# Demarato di Corinto
Demarato di Corinto (tra 690 a.C. e 680 a.C. – tra il 614 a.C. e il 608 a.C.) è stato un politico etrusco fu il padre di Tarquinio Prisco, quinto re di Roma.

## Biografia
Demarato, ricco ed importante cittadino di Corinto, apparteneva alla famiglia dei Bacchiadi, che aveva regnato a Corinto e pretendeva di discendere da Eracle.
Demarato lasciò la sua città perché, come racconta Cicerone, non si adattava alla tirannide di Cipselo. Lasciata la sua città nativa, arrivò nell'allora fiorente città etrusca di Tarquinia intorno al 657 a.C.
Qui si sposò con una nobile ma povera donna del luogo, da cui ebbe due figli, Lucomone (il futuro Tarquinio Prisco) ed Arrunte. I due ricevettero sia l'educazione etrusca sia quella greca.
Arrunte morì poco prima del padre, che designò come suo unico erede Lucumone, non sapendo che prima di morire Arunte aveva generato un figlio, Arrunte Tarquinio, detto Egerio perché nato povero.
L'importanza storica di Demarato, secondo Tacito, è dovuta, oltre alla circostanza di aver generato ed educato il futuro re di Roma, nell'aver portato a Tarquinia la scrittura greca.